# The Beach Boys' Christmas Album
The Beach Boys' Christmas Album je sedmi album ameriške glasbene skupine The Beach Boys. Izšel je leta 1964 pri založbi Capitol Records.

## Seznam skladb
1. "Little Saint Nick" - 1:59
2. "The Man with All the Toys" - 1:32
3. "Santa's Beard" - 1:59
4. "Merry Christmas, Baby" - 2:22
5. "Christmas Day" - 1:35
6. "Frosty the Snowman" - 1:54
7. "We Three Kings of Orient Are" - 4:03
8. "Blue Christmas" - 3:09
9. "Santa Claus Is Comin' to Town" - 2:20
10. "White Christmas" - 2:29
11. "I'll Be Home for Christmas" - 2:44
12. "Auld Lang Syne" - 1:19
13. "Little Saint Nick" (single version) - 2:01
14. "The Lord's Prayer" - 2:34
15. "Little Saint Nick" (alternate take) - 1:56
16. "Auld Lang Syne" (alternate take) - 1:19